# Arcivescovo di Canterbury
L'arcivescovo di Canterbury (in inglese: Archbishop of Canterbury) è la massima autorità spirituale della Chiesa anglicana e della Comunione anglicana (il governatore supremo è il sovrano del Regno Unito, attualmente il re Carlo III). Fino allo Scisma anglicano l'arcivescovo di Canterbury era il primate cattolico d'Inghilterra. 

Stemma dell'arcivescovo di Canterbury

La cattedra è attualmente vacante in seguito alle dimissioni del precedente arcivescovo Justin Welby,  succeduto nel 2013 a Rowan Williams.

## Descrizione
L'arcivescovo detiene quattro principali cariche:
- vescovo diocesano della Diocesi di Canterbury, che copre la parte orientale della Contea del Kent e l'estremo Nord-est del Surrey. Fondata nell'anno 597 dal monaco Agostino su indicazione di papa Gregorio Magno, essa è la cattedra vescovile inglese più antica.
- arcivescovo metropolita della provincia ecclesiastica di Canterbury, che copre i due terzi d'Inghilterra.
- come primate di tutta l'Inghilterra, è il capo religioso della Chiesa anglicana (il sovrano britannico è il "governatore supremo" - supreme governor - della Chiesa). Il potere nella Chiesa non è estremamente accentrato, così l'arcivescovo (insieme con l'arcivescovo di York) deve normalmente guidare la Chiesa attraverso la persuasione. Egli riveste un importante ruolo nelle cerimonie nazionali come le incoronazioni; grazie al suo alto profilo pubblico le sue opinioni sono spesso riportate dai mezzi di comunicazione.
- come capo simbolico della Comunione anglicana, l'arcivescovo è riconosciuto come primus inter pares (primo tra gli uguali) di tutti i primati anglicani. Sin dal 1867 ha convocato vertici decennali di tutti i vescovi anglicani del mondo, le Conferenze di Lambeth.

La principale residenza dell'arcivescovo è il Lambeth Palace, nel borgo londinese di Lambeth. Alcuni alloggi si trovano anche nell'Old Palace a Canterbury, a fianco della Cattedrale, dove è situata la sua cattedra.
Come detentore di una delle "cinque grandi sedi" (insieme con quelle di York, Londra, Durham e Winchester), l'arcivescovo di Canterbury è ex officio uno dei Lords Spiritual della Camera dei lord. Egli è uno degli uomini di più alto rango in Inghilterra, collocandosi direttamente sotto la famiglia reale.
Sin da quando Enrico VIII ruppe i legami con Roma l'arcivescovo di Canterbury è stato nominato dai monarchi inglesi (ora britannici). Oggi la scelta è fatta, in nome del sovrano, dal primo ministro, entro una rosa di due nomi selezionati da un comitato ad hoc, la Crown Nominations Commission.
Storicamente, gli Arcivescovi di Canterbury, come i pontefici, furono nominati a vita e deceduti in mandato, e quest'usanza continuata dopo la riforma. Nel 1923 Randall Davidson decise di rinunciare all'ufficio di arcivescovo (utilizzando il verbo "ritirare"), da allora è usanza per un arcivescovo di Canterbury ritirarsi volontariamente, all'eccezione di William Temple, che è deceduto in mandato.

## Cronotassi degli arcivescovi
L’elenco ufficiale dell’arcidiocesi conteggia 105 arcivescovi fino a oggi.

### Pre-riforma (arcivescovi cattolici)
- Sant'Agostino, O.S.B. (597 - 26 maggio 604/605 deceduto)
- San Lorenzo (28 aprile 604 consacrato - 2 febbraio 619 deceduto)
- San Mellito (619 - 24 aprile 624 deceduto)
- San Giusto (624 - 10 novembre 627/630 deceduto)
- Sant'Onorio (627/631 - 30 settembre 653 deceduto)[2]
- Sant'Adeodato (26 marzo 655 consacrato - 14 luglio 664 deceduto)[3]
  - Uighard (Wirrard) (vescovo eletto)
- San Teodoro di Tarso (26 marzo 668 consacrato - 10 settembre 690 deceduto)[4]
- San Bertwald (1º luglio 692 - 13 gennaio 731 deceduto)
- San Tatwin (10 giugno 731 consacrato - 30 luglio 734 deceduto)
- San Nothhelm (735 consacrato - 17 ottobre 739 deceduto)
- Cuthbert (741 - 29 ottobre 758 deceduto)
- San Bregwin (29 settembre 759 consacrato - 25 agosto 762 o 765 deceduto)
- San Jaenbert (2 febbraio 763 o 766 - 12 agosto 792 deceduto)
- Ethelheard (792 - 12 maggio 803 o 805 deceduto)
- Wulfred (3 agosto 805 - 24 marzo 832 deceduto)
- Feologild (9 giugno 832 consacrato - 30 agosto 832 deceduto)
  - Swithred (vescovo eletto)
- Ceolnoth (24 agosto 833 - 4 febbraio 870 deceduto)
- Ethelred (870 - 30 giugno 889 deceduto)
- Plegmund (891 consacrato - 2 agosto 914 deceduto)
- Athelm (914 - dopo l'8 gennaio 923 deceduto)
- Wulfhelm (923 - 12 febbraio 942 deceduto)
- Sant'Oda (942 - 2 giugno 958 deceduto)
- Elfsige I (958 - 959 deceduto)
  - Byrhthelm (959 deposto)[5]
- San Dunstan (959 - 19 maggio 988 deceduto)
- Ethelgar (988 - febbraio 990 deceduto)
- Sigeric (990 - 28 ottobre 994 deceduto)
- Sant'Elfric (21 aprile 995 - 16 novembre 1005 deceduto)
- Sant'Alphege (1006 - 19 aprile 1012 deceduto)
- Lyfing (1013 - 20 giugno 1020 deceduto)
- Ethelnoth (13 novembre 1020 consacrato - 29 ottobre 1038 deceduto)
- Eadsige (1038 - 29 ottobre 1050 deceduto)
- Robert di Jumièges (marzo 1051 - giugno 1052 deposto)
- Stigand (1052 - 11 aprile 1070 deposto)
- Lanfranco (29 agosto 1070 consacrato - 28 maggio 1089 deceduto)
  - Sede vacante (1089-1093)
- Sant'Anselmo (5 dicembre 1093 consacrato - 21 aprile 1109 deceduto)
- Ralph d'Escures (7 o 17 maggio 1114 - 19 settembre 1122 deceduto)
- William de Corbeil (18 febbraio 1123 consacrato - 26 novembre 1136 deceduto)
- Teobaldo di Bec (8 gennaio 1139 consacrato - 18 aprile 1161 deceduto)
- San Thomas Becket (27 maggio 1162 consacrato - 29 dicembre 1170 deceduto)
- Riccardo di Dover (8 aprile 1174 consacrato - 16 febbraio 1184 deceduto)
- Baldwin di Exeter (16 dicembre 1184 - 19 novembre 1190 deceduto)[6]
- Hubert Walter (30 maggio 1193 - 13 luglio 1205 deceduto)
- Stephen Langton (17 giugno 1207 - 9 luglio 1228 deceduto)
- Richard le Grant (19 gennaio 1229 - 3 agosto 1231 deceduto)
- San Edmondo di Canterbury (8 giugno 1233 - estate 1240 dimesso)
- Beato Bonifacio di Savoia (17 settembre 1243 - 18 luglio 1270 deceduto)
- Robert Kilwardby, O.P. (11 ottobre 1272 - 12 marzo 1278 dimesso)
- John Peckham, O.F.M. (28 gennaio 1279 - 8 dicembre 1292 deceduto)
- Robert Winchelsey (13 febbraio 1293 - 11 maggio 1313 deceduto)
- Walter Reynolds (1º ottobre 1313 - 16 novembre 1327 deceduto)
- Simon Mepeham (8 giugno 1328 - 12 ottobre 1333 deceduto)
- John de Stratford (26 novembre 1333 - 23 agosto 1348 deceduto)
- John de Ufford (24 settembre 1348 - 25 maggio 1349 deceduto)
- Thomas Bradwardine (19 giugno 1349 - 26 agosto 1349 deceduto)
- Simon Islip (7 ottobre 1349 - 26 aprile 1366 deceduto)
- Simon Langham, O.S.B. (24 luglio 1366 - 22 settembre 1368 dimesso)
- William Whittlesey (11 ottobre 1368 - 6 giugno 1374 deceduto)
- Simon Sudbury (4 maggio 1375 - 14 giugno 1381 deceduto)
- William Courtenay (9 settembre 1381 - 31 luglio 1396 deceduto)
- Thomas Arundel (24 novembre 1396 - 19 febbraio 1414 deceduto)
- Henry Chichele (27 aprile 1414 - 12 aprile 1443 deceduto)
- John Stafford (13 maggio 1443 - 22 maggio 1452 deceduto)
- John Kemp (28 luglio 1452 - 22 marzo 1454 deceduto)
- Thomas Bourchier (21 giugno 1454 - 30 marzo 1486 deceduto)
- John Morton (6 ottobre 1486 - 15 settembre 1500 deceduto)
- Henry Deane (26 maggio 1501 - 15 febbraio 1503 deceduto)
- William Warham (29 novembre 1503 - 23 agosto 1532 deceduto)
- Thomas Cranmer (21 febbraio 1533 - 4 dicembre 1555 deposto) (prima cattolico, poi si convertì all'anglicanesimo)
- Reginald Pole (11 dicembre 1555 - 19 novembre 1558 deceduto) (successore di Cranmer, fu nominato arcivescovo dalla Chiesa Cattolica durante il governo di Maria I, che riportò il suo regno al cattolicesimo)

### Post-riforma (arcivescovi anglicani)
- Thomas Cranmer (21 febbraio 1533 - 4 dicembre 1555, deposto)
- Matthew Parker (17 dicembre 1559 - 17 maggio 1575)
- Edmund Grindal (29 dicembre 1576 - 6 luglio 1583)
- John Whitgift (14 agosto 1583 - 29 febbraio 1604)
- Richard Bancroft (9 ottobre 1604 - 2 novembre 1610)
- George Abbot (4 marzo 1611 - 4 agosto 1633)
- William Laud (6 agosto 1633 - 10 gennaio 1645)
- Sede vacante (10 gennaio 1645 - 2 settembre 1660)
- William Juxon (2 settembre 1660 - 4 giugno 1663)
- Gilbert Sheldon (16 giugno 1663 - 9 novembre 1677)
- William Sancroft (27 gennaio 1678 - 1 febbraio 1690)
- John Tillotson (31 maggio 1691 - 22 novembre 1694)
- Thomas Tenison (6 dicembre 1694 - 14 dicembre 1715)
- William Wake (17 dicembre 1715 - 24 gennaio 1737)
- John Potter (9 febbraio 1737 - 10 ottobre 1747)
- Thomas Herring (21 ottobre 1747 - 13 marzo 1757)
- Matthew Hutton (29 marzo 1757 - 19 marzo 1758)
- Thomas Secker (8 marzo 1758 - 3 agosto 1768)
- Frederick Cornwallis (12 agosto 1768 - 19 marzo 1783)
- John Moore (31 marzo 1783 - 18 gennaio 1805)
- Charles Manners-Sutton (1º febbraio 1805 - 21 luglio 1828)
- William Howley (6 agosto 1828 - 11 febbraio 1848)
- John Bird Sumner (17 febbraio 1848 - 6 settembre 1862)
- Charles Thomas Longley (20 ottobre 1862 - 28 ottobre 1868)
- Archibald Campbell Tait (28 novembre 1868 - 1 dicembre 1882)
- Edward White Benson (13 gennaio 1883 - 11 ottobre 1896)
- Frederick Temple (9 novembre 1896 - 22 dicembre 1902)
- Randall Thomas Davidson (14 gennaio 1903 - 12 novembre 1928)
- Cosmo Lang (13 novembre 1928 - 31 marzo 1942)
- William Temple (1º aprile 1942 - 26 ottobre 1944)
- Geoffrey Fisher (12 gennaio 1945 - 31 maggio 1961)
- Michael Ramsey (1º giugno 1961 - 15 novembre 1974)
- Donald Coggan (18 novembre 1974 - 25 gennaio 1980)
- Robert Runcie (1º febbraio 1980 - 31 gennaio 1991)
- George Carey (19 aprile 1991 - 31 ottobre 2002)
- Rowan Williams (2 dicembre 2002 - 31 dicembre 2012)
- Justin Welby (4 febbraio 2013 - 6 gennaio 2025)